# Phim truyện truyền hình Thái Lan

Bộ phim Trận chiến của những thiên thần

Phim truyền hình Thái Lan (tiếng Anh: Thai television soap opera; tiếng Thái: ละครโทรทัศน์ไทย, lakhon thorathat thai) hay lakorn (tiếng Thái: ละคร) là một dòng phim dạng kịch xà phòng phổ biến ở Thái Lan. Thường thường, các bộ phim này được phát sóng từ 20h30 tối. Mỗi một bộ phim lakorn là một câu chuyện có kết thúc hoàn chỉnh, tuy nhiên cũng có thể có các phần tiếp theo.
Những bộ phim có kinh phí đầu tư lớn, được mong đợi cao sẽ phát sóng vào khung giờ tối, trong khi đó những phim ít nổi bật hơn sẽ được chiếu vào khoảng chiều tối từ 17:00–18:00 giờ. Các bộ phim chủ yếu phát sóng khung giờ tối và khung giờ vàng qua các kênh CH7, CH3, OneHD (tiền thân là CH5), CH9, CH8, GMM 25,...

## Nhân vật
Các bộ phim truyền hình Thái Lan thường có các tuyến nhân vật rõ ràng. Nhân vật nam chính diện được gọi là phra ek (พระเอก), nữ chính diện gọi là nang ek (นางเอก), nữ phản diện goi là nang rai (นางร้าย). Cốt truyện thường thấy của phim đó là kể về hành trình nam chính và nữ chính tìm đến nhau. Kết thúc phim thường là có hậu, hai nhân vật chính sống bên nhau, trong khi đó nhân vật phản diện bị trừng trị.

## Thể loại
Hầu hết phim lakorn Thái Lan thuộc thể loại tình cảm lãng mạn, hài hoặc xen lẫn hành động, bí ẩn, kinh dị. Nhiều phim có nội dung nói về tình yêu và hành trình để hai nhân vật chính đến với nhau. Một số mô-típ thường thấy trong phim đó là: hoàn cảnh trái ngược (nam giàu - nữ nghèo); các nhân vật nữ tranh giành người đàn ông về mình; nam và nữ chính ban đầu có thù ghét, sau đó nảy sinh tình cảm; v.v.

## Đánh giá và nhận xét
Lịch sử truyền hình Thái Lan từng chứng kiến một vài trường hợp bộ phim gây tranh cãi trong dư luận khi được phát sóng.
Năm 2008, các tiếp viên hãng hàng không Thai Airways kiến nghị giới chức ngừng phát sóng phim Trận chiến của những thiên thần vì các vai tiếp viên nữ trong phim này mặc đồng phục ngắn và có những cảnh xô xát nhau. Thai Airways chỉ trích bộ phim làm hình ảnh của tiếp viên hàng không trở nên tiêu cực.

## Làn gió Thái Lan
T-wind (Làn gió Thái Lan) là một thuật ngữ được dùng để mô tả hiện tượng văn hóa đại chúng Thái Lan trên thị trường quốc tế, như là lakorn (phim truyền hình), âm nhạc hay phim điện ảnh. Thuật ngữ này được tạo ra để so sánh với Làn sóng Hàn Quốc (tiếng Anh: Korean Wave hay K-wave). Trong giai đoạn kể từ năm 2000, Thái Lan đã và đang xuất khẩu nhiều hình thức sản phẩm văn hóa sang nhiều quốc gia đặc biệt là trong khối ASEAN. Chúng rất phổ biến tại Việt Nam, Myanmar, Lào, Campuchia hay thậm chí là cả Trung Quốc đại lục.

## Danh sách một số phim truyền hình

### Thập niên 1980
- Prissana (1987)

### Thập niên 1990
- Khu Kam (1990)
- Wanida (1991)
- Nai Fun (1992)
- Sapan Dao (1999)
- Jaosao Prisana (1999)
- Petch Ta Maeow (1999)

### Thập niên 2000
- Thiên nga cốt rồng 2000 (CH5 2000)
- Chàng tỷ phú mù (CH3 2006)
- Lady Maha-chon (2006)
- Khát vọng giàu sang (CH5 2006)
- Bua prim num (2007)
- Likit Gammatheap (CH3 2007)
- Rak Nee Hua Jai Rao Jong This Love Belongs to Our Heart (2007)
- Trận chiến của những thiên thần (CH5 2008)
- Lửa hận hóa yêu thương (CH3 2008)
- Yuy Fah Ta Din (CH7 2008)
- Thiên đường tội lỗi (CH3 2008)
- Bí mật của siêu sao (CH5 2008)
- Đêm định mệnh (CH5 2008)
- Vượt qua bóng tối (CH5 2009)
- Lửa tình (CH5 2009)
- Công thức tình yêu (CH3 2009)

### Thập niên 2010
- Cuộc chiến hôn nhân (CH3 2010)
- Thủ đoạn tình trường (CH3 2011)
- Cuộc chiến với nhân tình (CH3 2011)
- Chuyện tình lọ lem (CH5 2012)
- Lưới tình Catwalk (CH5 2012)
- Tình khúc đảo thiên thần (CH9 2012)
- Người chồng giả danh đáng yêu (CH3 2012-13)
- Trái tim rẽ lối (CH5 2013)
- Vườn dâu tây tình yêu (CH3 2013)
- Bi tình song sinh (CH5 2013)
- Hai thế giới, một tình yêu (CH3 2014)
- Ảo mộng (OneHD 2014)
- Yêu thầm qua mạng (CH3 2015)
- Song kiếp đào hoa (OneHD 2015)
- Sự quyến rũ xấu xa (OneHD 2015)
- Nghịch chiến sinh tử (OneHD 2015)
- Đuổi bắt tình yêu (CH3 2015)
- Theo dấu yêu thương (CH3 2015)
- Tình yêu từ hai nửa thế giới (CH3 2016)
- Khi người đàn ông yêu (CH3 2016)
- Biển lửa (CH7 2016)
- Hậu sinh khả úy (CH7 2016)
- Cổ tích một chuyện tình (CH7 2016)
- Mộng uyên ương (CH3 2016)
- Phản bội (OneHD 2016)
- Trò chơi trả thù (CH8 2017)
- Sóng gió cuộc đời (CH3 2017)
- Nhật ký kẻ trộm tình Series (OneHD 2017)
- Chuyện tình nàng Hunsa (CH3 2017)
- Em là định mệnh của anh (OneHD 2017) - chuyển thể phim Đài Loan Định mệnh anh yêu em
- Chuyện tình bậc đế vương (CH3 2017) - Làm lại cùng tên; bản gần nhất là năm 2000
- Vườn thú tình yêu (CH3 2017)
- Ngược dòng thời gian để yêu anh (CH3 2018)
- Mặt nạ thủy tinh (OneHD 2018)
- Tình không phai (OneHD 2019) - Remake Giông bão tình thù 2011
- Khát vọng giàu sang 2019 (OneHD 2019)
- Trái tim sắt đá (OneHD 2019)
- Hương hoa đạt phước (CH3 2019)
- Chiếc lá cuốn bay (OneHD 2019)
- Nợ tình trong lồng lửa (CH3 2019)
- Âm thanh địa ngục (CH7 2019)
- Định mệnh trái ngang (CH7 2020)
- Mắt xích hận thù (CH7 2020)

### Phim hợp tác với Việt Nam
- Phim Tình xa (2004) do VFC Việt Nam với Kantana Thái Lan có nội dung kể về chuyện tình giữa một nữ diễn viên múa người Việt Nam (Hà Hương) và một chàng trai người Thái Lan (Atsadawut Luengsuntorn). Phim được phát sóng trên VTV1 và kênh 7 của Truyền hình Thái Lan.[9]